# Bashunosaurus
Bashunosaurus es un género representado por una única especie de dinosaurio saurópodo macronario basal que vivió a mediados del período Jurásico, hace aproximadamente 168 a 161 millones, entre el Bathoniense y Calloviense, en lo que hoy es Asia.
En 1970, se encontraron restos de dinosaurios en las canteras de Maanping y Laoshangou en el condado de Kaijiang, Sechuan.
El Bashunosaurus  fue mencionado por primera vez por Li et al. (1999), quien lo atribuyó a "Kuang, 1996", pero la ausencia de descripción o diagnóstico lo convirtió en un nomen nudum. En 2004, la especie tipo Bashunosaurus fue nombrada y descrita por Kuang Xuewen. El holotipo KM 20100 se encontró en una capa de la Formación Xiashaximiao que data del Bathonian, de unos 167 millones de años. Es un esqueleto parcial que consta de seis vértebras cervicales y ocho vértebras dorsales, una escápula izquierda incompleta, un húmero derecho, cúbito proximal, costilla sacra, ilion derecho, fémur derecho, tibia derecha y peroné derecho. El paratipo, KM 20103, consta de unas picas vértebras caudales.